# Невенка Љубић
Невенка Љубић (Загреб, 1953) је лекарка, друштвена радница и добротворка. Председница је Привредниковог Патроната.
На њену иницијативу Српско привредно друштво Привредник из Загреба утемељило је фонд за доделу стипендије у част и вечно сећање на њену ћерку јединицу, Ивану Вујновић. Фонд Ивана Вујновић је утемељен на 29. јуна 2010. године. Прва генерација Привредникових стипендиста путем овог Фонда промовисана је 4. децембра 2010. године.
Дипломирала је на Медицинском факултету у Загребу 1977. године.